# Scharwoude
Scharwoude is een dorp in de gemeente Koggenland, in de Nederlandse provincie Noord-Holland. Het dorp heeft 540 inwoners (2023). Scharwoude ligt verwarrend genoeg op aanzienlijke afstand van de dorpen Noord- en Zuid-Scharwoude, en bestaat er dus niet uit.
Scharwoude ligt in het verlengde van Grosthuizen aan het Markermeer, bij de Hoornse Hop tegen de Westfriese Omringdijk aan. Het dorp is net ten zuiden gelegen van de stad Hoorn. Tussen het dorp en de stad is alleen de buurtschap en natuurgebied De Hulk gelegen. Scharwoude was tot 13 april 1854 een zelfstandige gemeente. Na de opheffing van de gemeente behoorde Scharwoude tot de gemeente Avenhorn, die zelf in 1979 opging in de gemeente Wester-Koggenland. En sinds 1 januari 2007 is de gemeente Wester-Koggenland gefuseerd tot de gemeente Koggenland.

## Geschiedenis
Scharwoude is een oude plaats, die ontstond als bewoning bij een bos. Over de betekenis van de plaatsnaam zijn verschillende verklaringen. Dit komt mede doordat de oorspronkelijke naam en/of vertaalde betekenis waarschijnlijk niet is opgeschreven. Een goede aanwijzing daarvoor is dat van de naam in een eeuw tijd verschillende schrijfwijzen aanwezig zijn. In 1311 schreef men de naam bijvoorbeeld als Scaderwout, wat zou kunnen duiden op een schadelijk of gevaarlijk bos bij het water, en in 1396 als Scaerwoude, wat dan weer oeverbos zou betekenen. Andere mogelijke zijn: plaats in de schaduw van het bos, Skaderwou(t)" en gemeenschappelijke weidegebied bij het bos, Skarwou(t).
In het Westfries wordt de plaatsnaam geschreven en uitgesproken als Skerwou wat weer optie geeft van de van oorsprong Noord-Friese benaming voor mest en modder, naast gemeenschappelijk weidegebied en oeverbos. Een geheel andere mogelijkheid is dat de plaatsnaam is afgeleid van watermond van het water dat vanuit de Beemster naar de Zuiderzee liep bij het bos, die dan “Scar” of “Scader” zou zijn genoemd. In 1639 komt men overigens alweer een stap dichter bij de huidige spelling als men de plaats Schaerwout genoemd wordt.

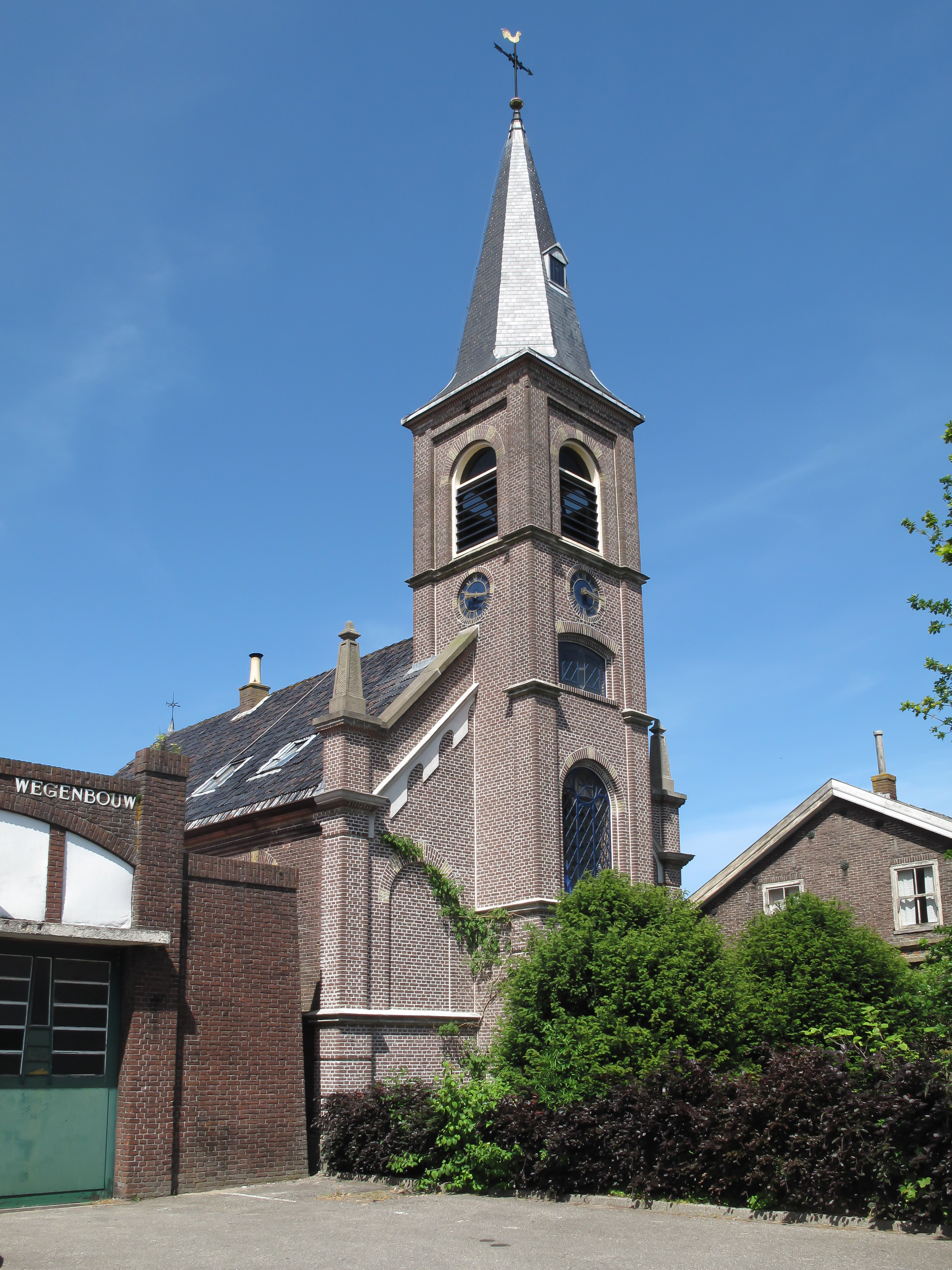
Kerk van Scharwoude

Scharwoude kent een roerig verleden met de Zuiderzee. In 1375 raakte het dorp met kerk en al zelfs grotendeels onder water bij een grote stormvloed. Deze vond plaats op de St. Marcelisdag, 30 oktober dat jaar. Het bleef niet bij die ene keer. Van de dijk tussen Hoorn en Scharwoude is bekend dat deze uiteindelijk een rechte dijk was geworden na die periode. Het herwonnen gebied werd echter weer veranderd door een aantal doorbraken in 16e eeuw. Ook verdween er toen bij een van die dijkdoorbraken een deel van Scharwoude in de zee. Ook in 1675 was er een grote dijkdoorbraak in de buurt van Scharwoude. De huidige vorm van het dorp en dijk dateert van 1854.
In Scharwoude is een groot deel van het civiele techniek- en bouwsectorbedrijf Ooms Avenhorn gevestigd. Dit bedrijf werd als metselbedrijf in 1913 opgericht als Jan Ooms Pzn in Avenhorn, later kwam daar wegenbouw bij, dat was gevestigd in Scharwoude. Het oude gebouw van de wegenbouwtak staat er nog altijd.
Bij het dorp ligt een karperput, genaamd de Simajaput, een plas die in 1675 is ontstaan door kleiwinning voor de versteviging van de dijken tussen Hoorn en Schardam.